# Dirar Abu Sisi
Dirar Abu Sisi (auch: Abu Seesi und Derar Mousa Abu-Sisi; ضرار أبو سيسي, DMG Ḍirār Abū Sīsī; *  1969 in Jordanien) ist ein palästinensischer Ingenieur. Er hat 1999 in der Ukraine promoviert und war stellvertretender Leiter des einzigen Kraftwerks des Gazastreifens. Seit Februar 2011 ist er in Israel aufgrund des Tatverdachts der Beteiligung an terroristischen Aktivitäten inhaftiert und legte im August 2011 ein Teilgeständnis ab.

## Leben

### Entführung in der Ukraine
In der Nacht vom 18. auf den 19. Februar 2011 wurde Abu Sisi unter bislang ungeklärten Umständen auf einer Reise in der Ukraine aus einem Zug entführt. Er war auf dem Weg nach Kiew, um seinen in Amsterdam lebenden Bruder zu treffen und um die ukrainische Staatsbürgerschaft zu beantragen. Seine Frau Veronika Abu Sisi, die im Besitz der ukrainischen Staatsbürgerschaft ist, gab gegenüber Reportern an, sie vermute, „ihr Mann sei vom israelischen Auslandsgeheimdienst Mossad gekidnapped und nach Israel verschleppt worden“. Das palästinensische Innenministerium hat einen dringenden Appell an die ukrainischen Behörden gerichtet, die Hintergründe für das Verschwinden von Abu Sisi offenzulegen.
Richard Silverstein berichtete am 3. März 2011 in seinem auf den Nahostkonflikt spezialisierte Blog Tikun Olam, dass sich Abu Sisi in israelischer Isolationshaft befinde. Nachdem eine Menschenrechtsorganisation gegen die Nachrichtensperre protestierte, die es der israelischen Presse und in Israel akkreditierten Korrespondenten verbot, über den Fall zu berichten, räumten israelischen Behörden am 20. März 2011 ein, dass Abu Sisi im Schikma-Gefängnis in Aschkelon inhaftiert sei, wo er auch einen Strafverteidiger bekommen hatte. Die ukrainischen Behörden bestreiten, an seiner Entführung beteiligt gewesen zu sein.

### Anklage in Israel
Am 24. März 2011 wurde Abu Sisi laut Haʾaretz zur Haftprüfung am Bezirksgericht von Petach Tikwa vorgeführt. Israel warf dem Ingenieur vor, ein ranghohes Mitglied der Hamas zu sein und Informationen über den 2006 entführten Soldaten Gilʿad Schalit zu haben. Bei einer Verhandlung am 31. März 2011 über die Verlängerung seiner Untersuchungshaft beteuerte Abu Sisi, nur Ingenieur zu sein und nichts über den Verbleib des israelischen Soldaten zu wissen.
Am 4. April 2011 wurde am Bezirksgericht Beʾer Scheva Klage gegen Dirar Abu Sisi erhoben. „Dem Ingenieur wird hundertfacher Mord zur Last gelegt. Außerdem wird ihm vorgeworfen, die Kampfausbildung der Hamas geleitet und Raketen für die Terrororganisation hergestellt zu haben.“ In der Anklage wird der Ingenieur beschuldigt, seit 2002 eine führende Rolle in der Entwicklung von Raketen und panzerbrechenden Granaten einzunehmen. Ab 2009 soll er Leiter der „Militärakademie“ der Hamas gewesen sein. Abu Sisi habe Elektrotechnik an der technischen Militärakademie in Charkiw studiert und sein Studium mit Promotion (Ph.D.) abgeschlossen. Sein Mentor an der Universität sei „Prof. Konstantin Petrovich, ein Experte für Leitsysteme von Scud-Raketen“ gewesen. Eine Verbindung zu Shalit wird ihm nicht vorgeworfen. Bei der Anklageerhebung durften die Umstände der Festnahme nicht erörtert werden. Abu Sisi erklärte sich für nicht schuldig. Sein Anwalt sagte, dass sein Mandant unter Druck Anklage-Dokumente unterschreiben musste, die er nicht lesen konnte. Das Gericht verhängte Untersuchungshaft bis zum Abschluss des Prozesses.
Nach Darstellung der ukrainischen Tageszeitung Sewodnja sind die israelischen Angaben zu Abu Sisis Ausbildung unrichtig. Es gäbe an den Charkiwer Hochschulen keinen „Prof. Konstantin Petrovich“, der Waffenexperte sei. Laut Online-Katalog der Wernadskyj-Nationalbibliothek wurde Abu Sisi 1999 an der Staatlichen Akademie für Kommunalwirtschaft Charkiw („Kharkiv State Academic of Municipal Economy“) mit einer Arbeit über die Verbesserung der Stromqualität in städtischen Stromnetzen promoviert. (Eventuell handelt es sich um einen Übersetzungsfehler. Auf der englischsprachigen Promotionsurkunde steht, dass „Derar Mousa Abusisi“ 1999 seinen Ph.D. in „Engineering Sciences, Speciality: Power Stations Networks and Systems“ an der TU Charkiw erworben hat.)
Veronika Abu Sisi ergänzte im Gespräch mit der Zeitung, dass ihr Mann einen Vorbereitungskurs in Jerewan absolviert und anschließend in Saporischschja am „Machine Building Institute“ (gemeint ist das Institut für Maschinenbau an der TU Saporischschja) studiert habe. Die Frau des Ingenieurs nennt die Beschuldigungen gegen ihren Mann „von Israel zusammengereimt, um seine Entführung und illegale Festnahme zu rechtfertigen“. Sie hat angekündigt am Europäischen Gerichtshof für Menschenrechte Klage gegen Israel und die Ukraine einzureichen.
Eine Darstellung in der Prawda deckt sich mit den Angaben der Ehefrau. Die russische Tageszeitung veröffentlicht entsprechende Dokumente und berichtet außerdem vom Verdacht, dass der ukrainische Sicherheitsdienst SBU an der Entführung Abu Sisis beteiligt gewesen sei. Am 23. Juni 2011 hat ein israelisches Gericht bestätigt, dass Abu Sisi bis zum Ende des Prozesses in Haft bleibt. Am gleichen Tag hat seine Frau bekanntgegeben, dass sie die Ukraine wegen Untätigkeit in dem Entführungsfall verklagen will.
Im August 2011 legte Abu Sisi ein Teilgeständnis ab und räumte ein, für die Hamas Experimente zur Reichweitensteigerung ihrer Boden-Boden-Raketen sowie administrative Vorarbeiten zur Errichtung einer Militärakademie ausgeführt zu haben. Er zeigte jedoch eine gewisse Distanz zu Hamas und erklärte, von deren Führung mit dem Tode bedroht worden zu sein, als er angedeutet hatte, die Organisation verlassen zu wollen.
Im Februar 2012 erklärte sein Anwalt, dass Abu Sisi in der Haft 30 Kilogramm abgenommen habe und unter einer Nierenerkrankung sowie Bluthochdruck leide.
Im März 2015 befand ihn das Bezirksgericht in Beʾer Scheva im Rahmen einer Abmachung mit der Anklage für eine lange Liste von Vergehen schuldig. Das abschließende Urteil steht noch aus, die Anklage hat eine Gefängnisstrafe von 21 Jahren beantragt.